# Chad Pennington
James Chadwick „Chad“ Pennington (* 26. Juni 1976 in Knoxville, Tennessee) ist ein ehemaliger US-amerikanischer American-Football-Spieler auf der Position des Quarterbacks. Er spielte bei den New York Jets und den Miami Dolphins in der National Football League (NFL).

## Spielerkarriere

### College
Pennington verbrachte seine Collegezeit an der Marshall University, wo er zusammen mit Randy Moss College Football spielte und mehrere Schulrekorde aufstellte. Bei der Wahl zur Heisman Trophy 1999 wurde er Fünfter.

### New York Jets
Pennington wurde 2000 in der 1. Runde der NFL Draft von den New York Jets ausgewählt, bei denen er zunächst die Reservistenrolle hinter Vinny Testaverde ausfüllte. Während der Saison 2002 übertrug man ihm die Rolle des Starting-Quarterbacks, woraufhin er die schlecht gestarteten Jets noch bis in die Divisional Play-offs führen konnte. Nach einer von Handverletzung geprägten Saison 2003 unterschrieb Pennington 2004 eine Vertragsverlängerung für sieben Jahre. In der darauffolgenden Saison führte Pennington das Team trotz einer Schulterverletzung abermals in die Divisional Play-offs. Nach Ende der Spielzeit 2004 unterzog er sich einer Operation an der rechten Schulter, deren Nachwirkung ihn anhaltend beeinträchtigte und eine zweite Operation im Oktober 2005 nötig machte.
Mit Beginn der Saison 2006 knüpfte der genesene Pennington an frühere Leistungen an und konnte die Jets nochmals in die Wild-Card Play-offs führen. Dafür erhielt er von der NFL die Auszeichnung als Comeback Player of the Year. 2007 verlor Chad Pennington nach schlechten Leistungen seinen Stammplatz an Kellen Clemens. Vor dem Beginn der Spielzeit 2008 wurde Pennington entlassen, da die New York Jets Brett Favre als neuen Quarterback verpflichtet hatten.

### Miami Dolphins
Kurz darauf unterschrieb er einen Vertrag für zwei Jahre bei den Miami Dolphins. Er hatte maßgeblichen Anteil daran, dass die Dolphins nach Krisenjahren einen positiven Aufwärtstrend verzeichneten. Zu Beginn der Spielzeit 2009 verletzte er sich erneut an der Schulter seines Wurfarms und fiel für 13 Begegnungen während der restlichen Spielzeit aus. Ersetzt wurde er durch Chad Henne. Für die Saison 2010 schloss Pennington bei den Miami Dolphins einen Ein-Jahres-Vertrag als Ersatzspieler ab.